# Chloromachia concinnata
Chloromachia concinnata là một loài bướm đêm trong họ Geometridae.